# ツィバンチェ

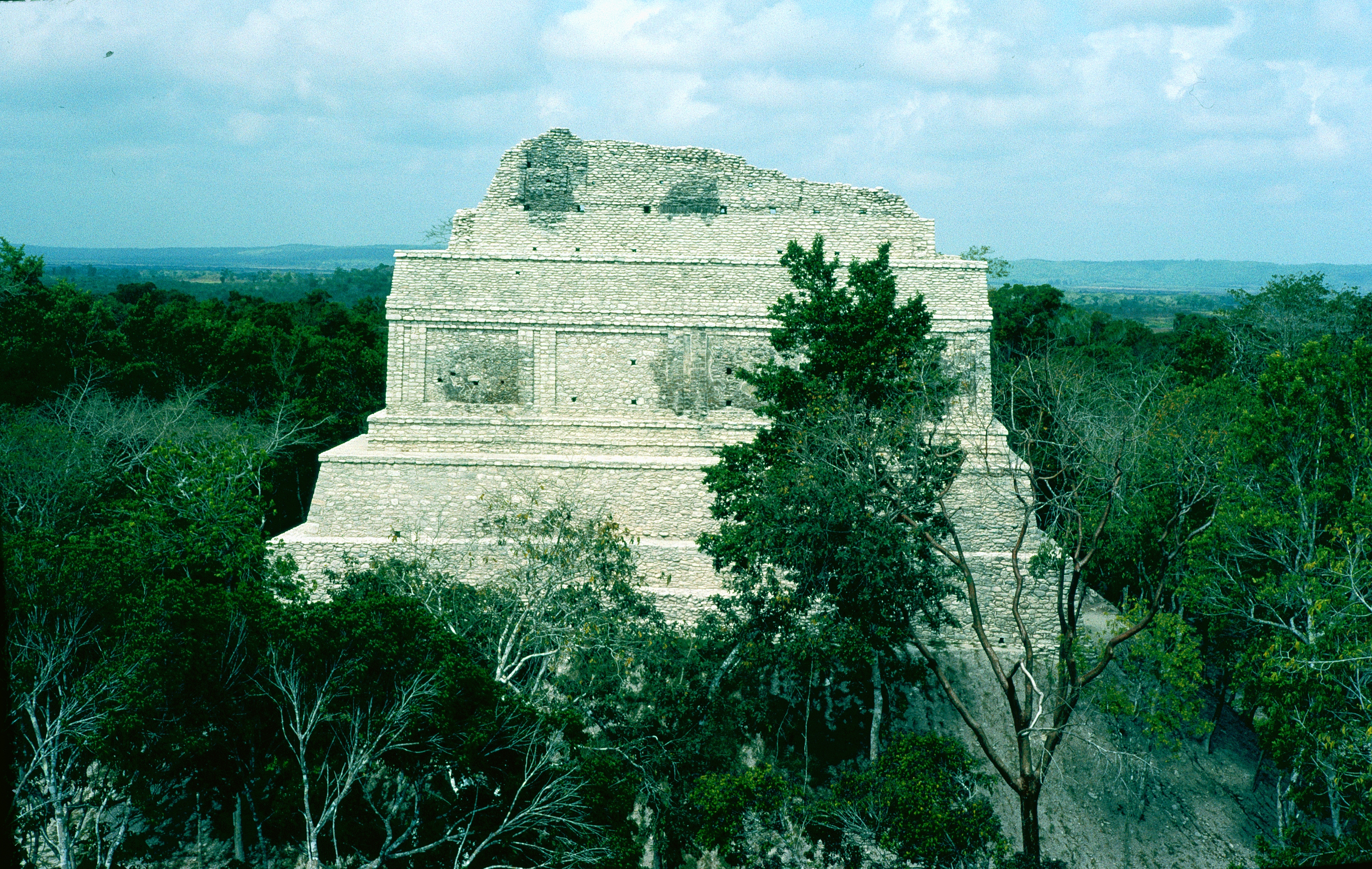
鵜の神殿

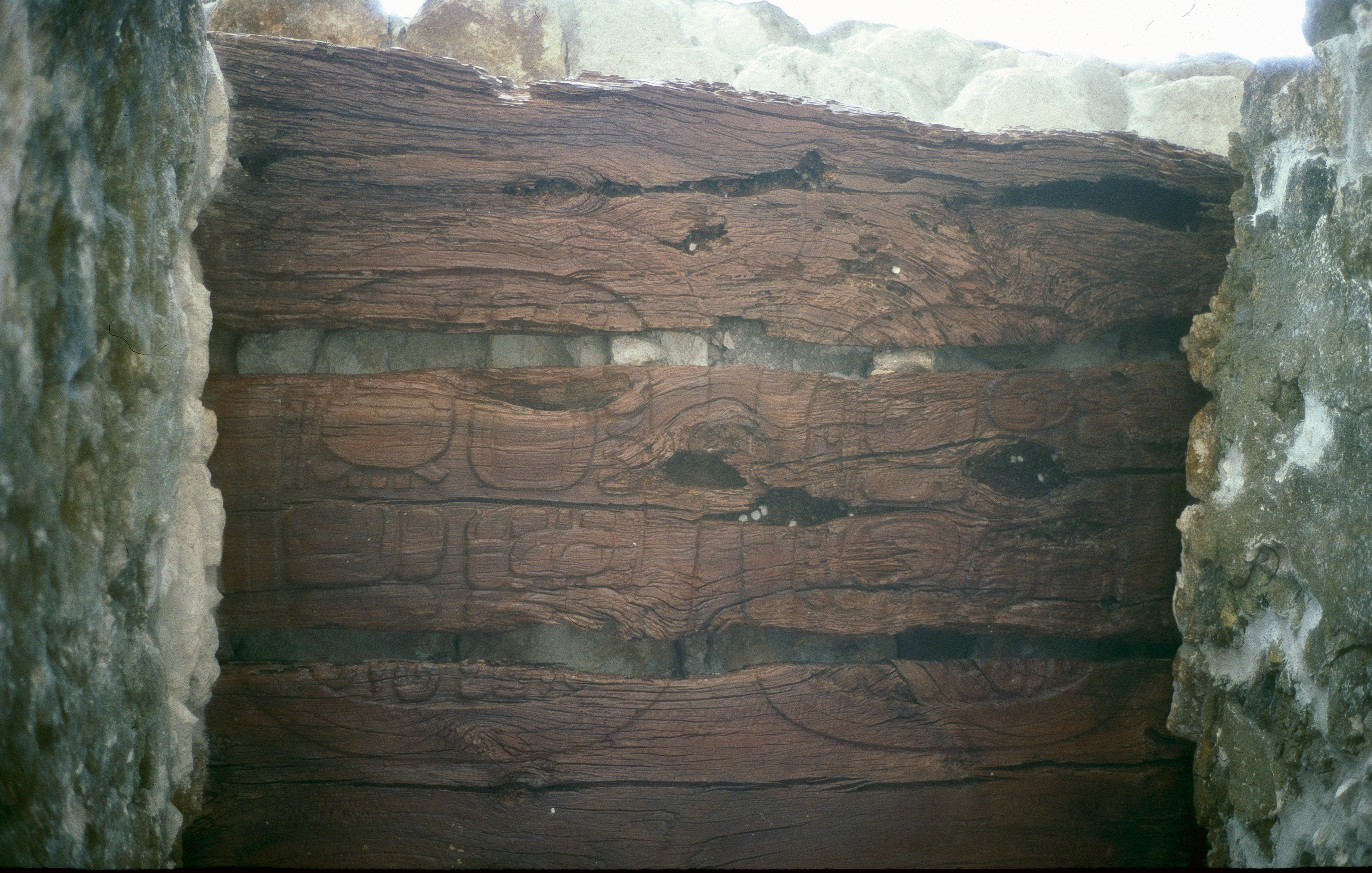
マヤ文字を刻んだ木板

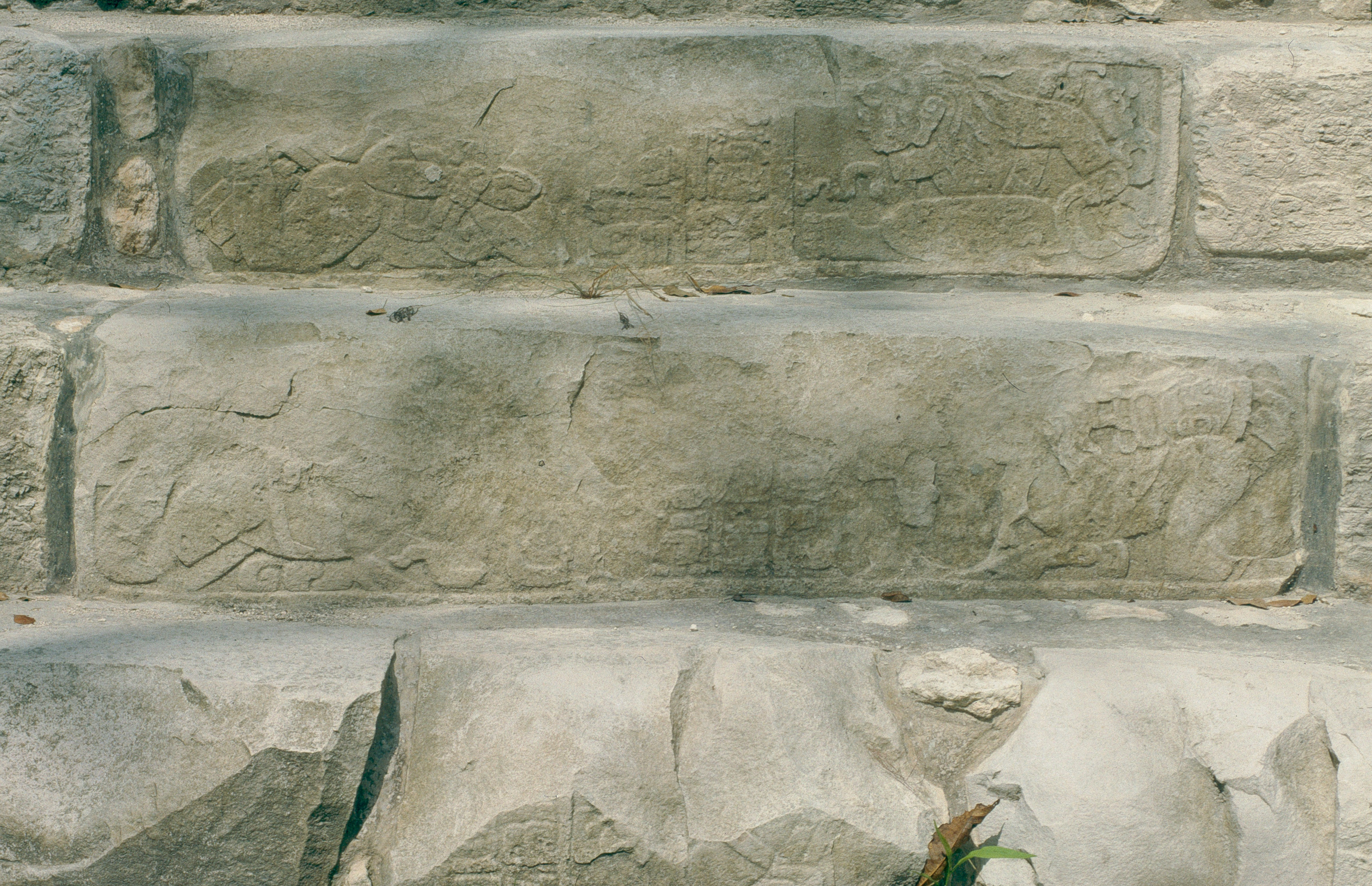
捕虜を刻んだ階段

ツィバンチェ（Dzibanché または Tzibanché）は、メキシコのキンタナ・ロー州南部にある古代マヤ遺跡。地理的にはコフンリッチに近い。
ツィバンチェとはマヤ語で「木に書かれたもの」を意味し、マヤ文字の書かれた木の板が発見されたところから命名された。
ティカルと覇を争った蛇（カーン）王国がツィバンチェで古典期前期に成立し、後にカラクムルに移ったという説がある。

## 遺跡
ツィバンチェの主要な建物には以下のものがある。
- フクロウの神殿
- まぐさ石の神殿 - マヤ文字を記した木板はここで発見された[1]。
- 捕虜の神殿 - 階段に捕虜らしき縛られた人物像と文字が刻まれている[3]
- 鵜の神殿

ツィバンチェの2キロメートル北にはキニチナー(K'inichna'、「太陽の家」)と名付けられたグループがあり、大きなピラミッドで知られる。ここで2つの王墓とヒスイ製品が発見されている。ほかにも近くにトゥティルとラマイのグループがあり、グループ同士はサクベでつながっている。全体で20平方キロメートルもの広さがあり、最盛時には4万人もの人口があったと推定されている。
ツィバンチェでは蛇王国を表す紋章文字とともに王名が刻まれた文字が多数発見され、その日付は5世紀末にまでさかのぼる。このため、古典期前期の蛇王国の首都はツィバンチェではないかという説が提唱されるようになった。捕虜の神殿には知られるかぎり最古の蛇王国の王であるユクノーム・チェーン1世の名前が記されている。

## 調査
イギリスの考古学者であったトマス・ガンが1927年に発見した。

## 関連文献
- エリック・バンス「マヤを支配した蛇の王国」『ナショナルジオグラフィック日本版』2016年9月、80-97頁。